# Nagypréposti palota (Vác)
A Nagypréposti Palota egy műemlék épület Vácott.

## Történet
A város főterén álló palota a város egyik legszebb barokk épülete. A műemlék épület már az 1700-as években kanonoki ház volt, majd a XVIII. században Würth Ferenc nagyprépost akaratának megfelelően átépítették, késő barokk homlokzatát is ekkor kapta. Ebben a házban lakott a mindenkori nagyprépost, a püspök helyettese.
A kőkeretes kapu felett kovácsoltvas erkély látható, a háromszögű oromzat szobrokkal és vázákkal díszített. A szocializmus idején a házat államosították és városi lakásokat alakítottak ki benne a nagy helyiségek leválasztásával. 1989-ben kezdődött meg az erősen leromlott állapotú épület kiürítése majd a helyreállítás. Ezután az épület újra egyházi tulajdonba került. A felújított palota ma a Váci Egyházmegyei Gyűjteménynek ad otthont.

## Az épület
Az U alakú, emeletes palota a főtér északi oldalán áll. A homlokzat felépítése arányos, díszítése visszafogott. Értékes szobraival és reprezentatív megjelenésével a város egyik legszebb műemlékének számít. Az erkélyajtó felett a váci kanonoki stallum védőszentje, Nepomuki Szent János szobra áll. Az épület földszintjén több boltozott terem található, amelyek ma a múzeum kiállításainak adnak helyet. A lépcsőház tengelyében nyílik a négyablakos nagyterem, melynek falait és mennyezetét copf stílusú architektonikus festéssel, vázákkal, vakajtóval díszítették. Említésre méltó helyiség még az ún. "Madaras-szoba", melynek nincs ablaka, hanem innen nyílik a térre néző erkély ajtaja. Nevét a falain és mennyezetén lévő, egzotikus madarakat, állatokat és növényeket, forró égövi tájat ábrázoló festéséről kapta.